# Stefano Torrisi
Stefano Torrisi (Ravenna, 7 de maig de 1971) és un exfutbolista italià, que ocupava la posició de defensa.
Va militar gairebé tota la seua carrera esportiva a la lliga italiana, en equips com la Torino FC, Parma AC o Bologna FC, entre d'altres. També va jugar a la competició espanyola (Atlètic de Madrid) i a la francesa (Olympique de Marsella).
Va ser internacional amb Itàlia en una ocasió.